# Luis Palma Escobar
Luis Palma Escobar (n. Asunción, Paraguay; 3 de agosto de 1994) es un futbolista paraguayo. Juega de defensa y su equipo actual es Búhos ULVR de la Serie B de Ecuador.

## Trayectoria

### Inicios
Palma tuvo sus inicios en categorías inferiores fuera de su país, en España estuvo en varios equipos tales como, U. D. Alginet, Unió Esportiva Rapitenca, Club Deportiu La Cava, y Aravaca C. F., donde llegó a debutar en torneos semiprofesionales españoles.

### Paso por Paraguay
En 2019 tuvo la oportunidad de fichar por el Club Guaraní, sin debutar con el equipo aborigen fue cedido a préstamo al Club Atlético 3 de Febrero, aquí logró ganar regularidad nuevamente.

### Fuerza Amarilla
Tras su paso por Europa, fue fichado por Fuerza Amarilla de Machala, el equipo disputaba en 2020 la Serie B de Ecuador. Logró afianzarse en el equipo titular y disputar 12 partidos en total, sin embargo, con el club al finalizar el torneo descendió a la Segunda Categoría.

### Gualaceo
En 2021 fue anunciado en Gualaceo Sporting Club como refuerzo para afrontar el torneo de Serie B, con el equipo azuayo obtuvo al final de la temporada el subcampeonato y ascenso a la Serie A de Ecuador. Fue ratificado para jugar en la máxima categoría del fútbol ecuatoriano.

## Clubes
| Club            | País     | Año       |
| --------------- | -------- | --------- |
| U. D. Alginet   | España   | 2015-2016 |
| U. E. Rapitenca | España   | 2016-2017 |
| C. D. La Cava   | España   | 2017-2018 |
| Aravaca C. F.   | España   | 2018-2019 |
| Guaraní         | Paraguay | 2019      |
| 3 de Febrero    | Paraguay | 2019      |
| Fuerza Amarilla | Ecuador  | 2020      |
| Gualaceo S. C.  | Ecuador  | 2021-2022 |
| Búhos ULVR      | Ecuador  | 2023-act. |

## Estadísticas

### Clubes
Actualizado al último partido disputado el 27 de septiembre de 2023.
| Club                      | Div.          | Temporada     | Liga  | Liga  | Copas nacionales | Copas nacionales | Copas internacionales | Copas internacionales | Total | Total |
| Club                      | Div.          | Temporada     | Part. | Goles | Part.            | Goles            | Part.                 | Goles                 | Part. | Goles |
| ------------------------- | ------------- | ------------- | ----- | ----- | ---------------- | ---------------- | --------------------- | --------------------- | ----- | ----- |
| Fuerza Amarilla · Ecuador | 2.ª           | 2020          | 12    | 1     | 0                | 0                | —                     | —                     | 12    | 1     |
| Fuerza Amarilla · Ecuador | Total club    | Total club    | 12    | 1     | 0                | 0                | 0                     | 0                     | 12    | 1     |
| Gualaceo S. C. · Ecuador  | 2.ª           | 2021          | 24    | 3     | 0                | 0                | —                     | —                     | 24    | 3     |
| Gualaceo S. C. · Ecuador  | 1.ª           | 2022          | 5     | 0     | 0                | 0                | —                     | —                     | 5     | 0     |
| Gualaceo S. C. · Ecuador  | Total club    | Total club    | 29    | 3     | 0                | 0                | 0                     | 0                     | 29    | 3     |
| Búhos ULVR · Ecuador      | 2.ª           | 2023          | 6     | 2     | 0                | 0                | —                     | —                     | 6     | 2     |
| Búhos ULVR · Ecuador      | Total club    | Total club    | 6     | 2     | 0                | 0                | 0                     | 0                     | 6     | 2     |
| Total carrera             | Total carrera | Total carrera | 47    | 6     | 0                | 0                | 0                     | 0                     | 47    | 6     |

## Vida privada
Tiene un hermano, Manuel, que también es futbolista.